# Dasyochloa
Dasyochloa es un género de plantas herbáceas perteneciente a la familia de las poáceas. Es originario de Estados Unidos y sur de México.
Está considerado por algunos autores como un sinónimo del género Erioneuron.

## Taxonomía
El género fue descrito por Willd. ex Rydb. y publicado en Journal of Botany, British and Foreign 66: 141. 1928. La especie tipo es: Dicrocaulon pearsonii N.E. Br. 
Etimología
Dasyochloa: nombre genérico que deriva de las palabras griegas:  dasys = "gruesas, peludas, ásperas" y chloé = "hierba".
Citología
Número de la base del cromosoma, x = 8. 2n = 16.

## Especies
- Dasyochloa argentina (Kuntze) Caro
  - Dasyochloa argentina var. argentina
  - Dasyochloa argentina var. aristiglumis Caro
  - Dasyochloa argentina var. parodiana (E.A. Sánchez) Caro
- Dasyochloa avenacea (Kunth) Willd. ex Steud.
- Dasyochloa kurtziana (Parodi) Caro
- Dasyochloa longiglumis (Parodi) Caro
  - Dasyochloa longiglumis var. cabrerae Caro
  - Dasyochloa longiglumis var. longiglumis
- Dasyochloa pulchella (Kunth) Willd. ex Rydb.
- Dasyochloa pygmaea (Hack.) Caro